# 薩比家
薩比家是《機動戰士GUNDAM》及其他宇宙世紀系列作品當中登場的一個虛構家族，是吉翁公國的王室，並掌握公國的軍政大權。

## 初代
德金·索德·薩比（Prince Degwin Sodo Zabi）
《機動戰士GUNDAM》劇中的登場人物，吉翁公國公王，生於UC0017年。德金育有長男基連，次男薩斯羅（沙斯羅），三男德茲爾，長女基西莉亞（傑西莉亞），四男卡爾馬一共五名子女。次男薩斯羅僅處於設定稿階段而並未登場，在機動戰士鋼彈 THE ORIGIN中則是在吉翁公國成立前遭到炸彈襲擊而身亡；此外電視版準備稿當中原本有女兒米海爾的设定但同樣未能登場。而關於德金的妻子與各子女的母親則有許多種說法。德金於吉翁國父自護·茲姆·戴肯死後掌握自護共和國領導權，並改國體為公國。在故事開始時實質上處於隱居狀態。乘艦為格瓦金級一號艦「大德金號（グレート・デギン）」。
德金曾與吉翁·戴肯是政治上的盟友，於UC0058吉翁共和國宣告成立時曾致力於抑制Side3地球聯邦軍駐留部隊的力量。為了對抗聯邦軍，於UC0062年將吉翁共和國國防隊升格為軍隊，並努力強化軍備。德金的軍備增強路線對於戴肯來說雖然可以接受，但不見容於地球聯邦政府。漫畫機動戰士鋼彈 THE ORIGIN卻將德金·薩比描寫為反戰派(實際上是能對地球聯邦政府進行談判來維護主權)，主張不惜開戰維護主權的則是吉翁·戴肯。
由於UC0067年聯邦政府廢止宇宙殖民地自治權整備法案，令聯邦與自護的對立日漸加深。UC0068年吉翁·戴肯突然去世，在富野由悠季所著的小说《密会～阿姆罗与拉拉》中明确指出是德金殺害了吉翁·戴肯。此後薩比派掌握自護政府大權並肅清反對派，於UC0069年8月15日宣布成立自護公國並且就任為公王。
德金·薩比的次男薩斯羅被恐怖份子暗殺，以及妻子娜莉絲在產下四男卡爾馬時難產去世，使得德金在精神上受到打擊，使得其漸漸減少公開活動，到故事開始時德金·薩比在政治上已經處於隱退狀態，實際掌握公國最高權力的是長男基連。但德金·薩比對基連將吉翁公國推上類似納粹主義的軍國主義獨裁國家，似乎感到不快，而一般認為長女基西莉亞也處於反對的立場。
UC0079年1月3日，後世稱為一年戰爭的吉翁獨立戰爭爆發，德金公王認為開戰是為了得到吉翁公國的完全獨立，而基連的目的則是為打倒地球聯邦，並將全人類置於吉翁國民的管理之下。而戰爭卻出乎意料的陷入泥沼，四男卡爾馬戰死後，對於卡爾馬的葬禮德金希望低調處理，但基連反而舉行國葬儀式且藉機發表演說藉以提昇士氣，也更加深了德金與基連的對立。此後德金為了阻止基連進一步的獨裁與防止基西莉亞與基連公開的政治對立，密命公國首相達爾西亞·巴哈羅準備與聯邦和談的事宜。UC0079年12月所羅門要塞陷落，三男德茲爾戰死的刺激使得他決定親自進行和談；而在德金搭乘旗艦出發前，曾稱基連為希特勒的跟屁蟲。UC0079年12月30日，在其搭乘座艦「大德金號」與聯邦軍總司令雷比爾上將乘艦接觸時，基連發動Side3第三號殖民衛星本體改造的超巨型雷射砲攻擊該宙域，造成德金與雷比爾雙雙死亡。

## 第二代
基連·薩比（Gihren Zabi）
動畫《機動戰士GUNDAM》與遊戲《机动战士高达 基连的野心》當中的登場人物，身為自護公國軍總帥，階級為大將。湯金·薩比的長男，UC0044年生，35歲（0079年時），身高190cm。
號稱IQ240的天才，性格沈著冷酷而傲慢，自少年時代即參與政治，在湯金·薩比退隱之後實際上成為公國最高領導者。十分精通演講的藝術，這一點在四弟加曼的國葬演說當中被充分表現。基連親自策劃指揮了一年战争開戰初期的闪电战，並對Side3之外的各殖民衛星大肆殺戮，並且對地球實施殖民衛星投下作戰，造成地球圈總人口半數死亡，而投下作戰目的則是為調節人口以便保全地球環境。
基連對於自護當初建國的論述基礎並沒有與新人類論產生理解與共鳴，僅是為了政治與戰略的需要而起用夏利亞·布魯等新人類。基連的政治思想是一種理想主義式的選民思想，即「宇宙殖民地的居民是被上天選中的人民，而其中自護公國的國民更是其中的優良品種」。基連對於父親批評他的思想近乎希特勒，以及妹妹基西莉亞在政治上的對立抱持著不屑一顧的態度。
基連对之后的UC系列高达仍然有所影响力，機動戰士GUNDAM 0083：Stardust Memory（UC0083）年由艾裘·迪拉茲領導的自護軍殘黨勢力迪拉茲艦隊起兵發動「星塵作戰」，機動戰士Z GUNDAM中的泰坦斯領導人賈米托夫·海曼更是受到基連的影響，機動戰士GUNDAM ZZ（UC0088年）第一次新自護抗爭當時新自護勢力頭目葛雷米·托托也標榜自己與基連的血緣關係。
基連與女性的關係之間並沒有特別的描寫，雖然設定上已婚但配偶在劇中從來沒有出現。也有說法認為他與女秘書賽西莉亞·艾林有愛人關係，另外在小說版當中也曾有基連與蘭巴·拉爾之妻哈蒙有不倫關係的描寫。
基西莉亞·薩比（Kycilia Zabi）
動畫《機動戰士GUNDAM》當中登場的吉翁公國突擊機動軍總司令，階級為少將。為德金·薩比的長女。UC0055年生，24歲。旗艦為格瓦金級戰艦「格瓦金」號或「格瓦利普」號。
基西莉亞在外總是戴著面罩的理由有多種說法。官方設定為防止宇宙輻射的面罩，富野由悠紀所寫的文庫版機動戰士鋼彈小說和漫畫機動戰士鋼彈 THE ORIGIN等多媒體作品當中則有「討厭血的氣味」以及「因為吉翁戴肯暗殺事件所受的刺激所以決心不想當個女人」以及「單純在意自己過於顯著的顴骨線條」等說法。
基西莉亞的性格冷漠而富有政治手腕，其與大哥基連和二弟德茲爾在政治與軍事上立場對立。基西莉亞有着獨立的軍事跟政治管道，但與基連相比並不具有優勢，因此其對於MS以及新人類等突破傳統的事物投入頗多。於UC0078年間（當時軍階為大佐）由於支持MS作戰有利的觀點，與著重宇宙艦隊的德茲爾產生嚴重分歧，結果在基連的調停下，公國軍被分為德茲爾指揮的「宇宙攻擊軍」與以基西莉亞創設的MS教導機動大隊為基礎的「突擊機動軍」。在一年戰爭當中關於戰略海洋諜報部隊的總部加州海軍基地如何處理的問題再度與德茲爾對立，最後基西莉亞將其管轄的多洛斯級大型航空母艦轉移給德茲爾的讓步得以化解。
基西莉亞以月球背面的格拉那達基地為據點擴張自己的勢力，在動畫中基西莉亞的組織尤其以無孔不入的情報網聞名，甚至還成功策反（或是佈建）聯邦參與敖德薩作戰的一名高級將官。在四弟卡爾馬戰死後，夏亞·阿茲納布爾由於和卡爾馬同行卻未能保護好其安全而受到德茲爾處罰，基西莉亞趁此機會將夏亞拉攏到突擊機動軍所屬的瘋狂漁人隊（大西洋潛水艦隊）。派遣心腹馬·克貝大佐擔任位於中亞的奧德薩礦山基地司令官以求掌握地球資源，另外其設立了第一個新人類研究所：弗拉納岡機構。而夏亞認為這應該也是政治手段之一。
基西莉亞與卡斯巴爾·雷姆·戴昆在孩童時代曾經是玩伴，而在與夏亞見面時就認出其是卡斯巴爾·戴昆，並且告訴夏亞其並不打算對外人揭穿，似乎希望藉此贏得夏亞的效忠。但在機動戰士鋼彈 THE ORIGIN當中，基西莉亞在卡斯巴爾幼年時曾經一度企圖挾持他未遂，被幼年卡斯巴爾所震懾而建議大哥基連處掉卡斯巴爾以免將來成為威脅但未被接受。
在一年戰爭的最後，得知父親是被基連所害之後，於UC0079年12月31日在阿·巴瓦空要塞司令室射殺基連，並且宣布接掌指揮權。在機動戰士鋼彈 THE ORIGIN第20集中卻指是基西莉亞誘使德金做出與聯邦軍總司令雷比尔會面的決定，又在德金出航时把消息通知基连，最終造成德金死亡，但也有迹象表明基西莉亚的行为有夏亚从中暗示的可能。結果射殺基連時對指揮系統造成的混亂給了聯邦軍逆轉戰局的機會。當狀況漸趨不利之際基西莉亞將指揮任務交給副官托瓦寧將軍並搭乘桑吉巴爾級機動巡洋艦出港時，遭夏亞以肩扛式火箭筒直擊艦橋而死，當時她對於自己的親信居然會背叛她顯得非常的驚訝。
在聯邦记录一年戰爭的歷史書上，將基西莉亞的死亡視為吉翁公國的崩壞。
薩斯羅·薩比（Sasro Zabi）
薩斯羅·薩比是動畫《機動戰士GUNDAM》故事當中僅存在於設定上的人物。為德金公王的次男或三男，年齡等詳情不明，故事發生時早已去世。薩斯羅角色的出現一般認為是由於部分安彦良和在机动战士高达中未被使用的設定草稿流出到愛好者手中，而從草稿中產生的角色，而草稿中還有近似基連與德茲爾的設定畫。
於安彥良和的漫畫機動戰士鋼彈 THE ORIGIN中薩斯羅曾短暂登场，於吉翁·茲姆·戴肯被暗殺后所引发的騷亂中，被恐怖份子在其座車中放置炸彈引爆而死。此举很可能是為了報復德金所做的行為，而幕後主使者有金巴·拉爾或基西莉亞·薩比兩種猜测，OVA第1話傾向基西莉亞·薩比說。在漫畫机动战士GUNDAM 基连暗杀计划第三集，主角利奧波德·菲施勒的祖父霍特·菲施勒表示，薩斯羅是一名富於群眾魅力的活動家，為避免其與長子基連衝突令剛成立的公國從內部産生分裂，暗示是由迪金公王下令直屬薩比家的秘密機關佛雷基亞暗殺的可能性。
德茲爾·薩比（Dozle Zabi）
動畫《機動戰士GUNDAM》當中的登場人物，吉翁公國宇宙攻擊軍總司令，階級為中將。為德金公王之三男，宇宙纪元0051年生，28歲。旗艦為格瓦金級戰艦「格瓦蘭」（小說版為「岡托瓦」）也曾搭乘過姆賽級輕巡洋艦「法梅爾」，駐地為所羅門要塞。
也有說法認為德茲爾本來排行次男，在薩斯羅暗殺事件後自責於無法保護同車的弟弟於是自己將排行降為三男，但在機動戰士鋼彈 THE ORIGIN中一直稱呼薩斯羅為哥哥，其臉上的傷痕就是當時留下的。一般設定的說法是德茲爾為德金的妾所生，而這個說法解釋了為何形象較年長的德茲爾称基西莉亞为「大姊」。
相對於基連與基西莉亞的政治化性格，德茲爾不參與政治，而以純粹武將的姿態領導部下。十分疼愛么弟卡爾馬‧薩比，對妻女更是的照顧無微不至。
軍事以及用人上秉持無成見的合理主義，一年戰爭前雖然輕視MS的軍事潛力，但在開戰第一週的不列顛作戰之後對MS部隊的戰果十分肯定，在機動戰士鋼彈 THE ORIGIN當中卻是德茲爾指揮了整個公國軍MS的開發。此後還開發了德茲爾專用的IIF型讓他可以親赴前線指揮。起用被視為反薩比派殘黨的蘭巴‧拉爾與被視為問題人物的松永‧真等人。
一年戰爭末期所羅門攻略戰開始前曾向基連申請增援，但實際送來的只有一臺MA-08畢格薩姆。開戰後受到聯邦軍以SOLAR SYSTEM為先導的強烈攻擊，使得要塞與駐留部隊損失巨大。認為所羅門已經無法堅守的德茲爾下達撤退命令後，搭乘畢格薩姆斷後並對聯邦軍發動特攻。憑借畢格薩姆的I力場與壓倒性的火力擊破多數聯邦MS與艦艇，包括作戰指揮官提安姆中將的旗艦。最後在搭乘G戰機進行自殺特攻卻反被阿姆羅所駕駛的高達擊破而戰死。死前還手握槍械執拗地向高達射擊，阿姆羅也因德茲爾所散發出惡鬼般的執念而戰慄。
加曼·薩比（Garma Zabi）
加曼·薩比是動畫《機動戰士GUNDAM》當中的登場人物，為自護公國地球方面軍總司令，階級為大佐。加曼是德金的四男，生於UC0059年，20歲。地球方面軍是隸屬於突擊機動軍麾下的單位，加曼只是名目上的司令官，旗艦不明。
加曼以優異的成績從軍校畢業，又是公王的愛子，兄長德茲鲁也對他寄予厚望，与兄长相比其相貌堂堂，在自護國民當中擁有很高的人氣。加曼與夏亞·阿茲納布爾在軍校時代就已經是好友。
一年戰爭當中擔任自護地球方面軍司令，掌管北美戰區，但事實上權限只足以號令自護地面第二軍團（北美方面軍）。雖然身為指揮官，但也經常搭乘MS、戰鬥機親自出擊。在佔領紐約期間與前市長艾森巴哈的女兒伊謝莉娜交往。UC0079年10月4日，在追擊重返大氣層的白色基地時，指揮卡烏攻擊空母與MS部隊追擊阿姆羅·雷所駕駛的GUNDAM時，因夏亞的錯誤引導做出錯誤判斷，卡烏遭到背後白色基地的集中火力齊射，加曼雖然企圖操縱受損墜落中的卡烏撞擊白色基地，但被白色基地的第二次齊射徹底擊毀而戰死。遺言是：
「自護公國光榮常在！」（ジオン公国に栄光あれ！）
當基利在加曼國葬會場上慷慨激昂地高喊「我們所愛的加曼死了！為什麼！」時，看著電視轉播的夏亞自白般的说道：「因為他只是個小鬼」。
在漫畫「机动战士高达The Origin」中，加曼被描寫為一名對夏亞懷有競爭意識，並且相當不成熟的青年，並在鎮壓SIDE-5時將屠殺難民與游擊隊當成戰功；而在戰略遊戲基連的野望系列中，加曼多半擁有不錯的指揮官質素，且在if（空想）劇本中常出現不認同兄長或連邦殘暴統治而起兵對抗的高潔人格描述。

## 第三代
米妮瓦·拉歐·薩比（Mineva Lao Zabi）
動畫《機動戰士GUNDAM》、《機動戰士Z GUNDAM》、《機動戰士GUNDAM ZZ》以及《機動戰士GUNDAM UC》與《机动战士GUNDAM NT》中的登場人物。生於UC0079年9月2日，是德茲爾·薩比與妻子瑟娜之間的獨生女，也是薩比家在一年战争之後的唯一幸存者。
在一年戰爭末期所羅門要塞陷落時，母親帶著還是嬰兒的米妮瓦逃離所羅門並前往阿克西斯。而在Ζ與ΖΖ劇中被吉翁公國残党作為吉翁王室薩比家的後繼者所擁護，並被監護人阿克西斯攝政哈曼·坎恩以扭曲的心態教導著。當初擔任王室警衛官負責看顧的夏亞·阿茲納布爾則希望將米妮瓦當作普通的少女來看待，兩者之間的歧見也是夏亞後來會離開阿克西斯潛入地球圈的原因之一。UC0087年的格里布斯戰爭與第一次新吉翁抗爭，米妮瓦以阿克西斯名義上的君主身份回到地球圈。在哈曼戰死而新吉翁投降之際，才發現真正的米妮瓦已經不知何時被夏亞帶走，留在阿克西斯的是替身。雖然一般認為米妮瓦被夏亞藏匿在Sweet Water殖民地，但在《機動戰士GUNDAM ZZ》結束再到《機動戰士Z GUNDAM劇場版》後一度再也沒有在任何宇宙纪元背景的高达动画中出现。
在《機動戰士GUNDAM UC》即UC0096年，米妮瓦作為新自護殘黨軍「袖章軍團」反抗的中心，意圖阻止「帶袖的」和「畢斯特財團」的交易，從而制止新的戰爭爆發。期間遇上巴納吉并自稱奧黛莉·伯恩，更在混亂間落入聯邦軍隆德·貝爾的擬·阿加瑪上。年紀雖輕但擁有身為高位者的風範，在危險狀況下有這不為所動的冷靜和堅強，但私下對自己所扮演的角色深感疲憊。在劇中曾經有米妮瓦具有New Type素養的描寫，但其並未成为駕駛員或被作為實驗品。
此外也有一些延伸作品描寫過成年後的米妮瓦：
- 在長谷川裕一的漫畫作品『機動戰士VS傳說巨神 逆襲的巨神』（機動戦士VS伝説巨神 逆襲のギガンティス）當中，UC0091年米妮瓦被部分吉翁殘黨利用來駕駛發掘自木星圈的機動兵器「巨神」，後來被傑特·亞希達、阿姆羅等人救出，後來與傑特一起生活。
- 在虎哉孝征的漫畫作品『機動戰士MOON鋼彈』
- 在松浦まさふみ的漫畫作品『機動戰士鋼彈 月球危機』（機動戦士ガンダム ムーンクライシス）當中，UC0099年新吉翁與奴貝爾·幽谷（與AEUG無關的恐怖份子集團）共同起兵，將新組織命名為並且推米妮瓦為盟主。但是她與聯邦軍的達克納·新堂·安德生（タクナ・シンドウ・アンダースン）等人合作，自己弭平了這場動亂。

## 配偶
娜莉絲·薩比（Naliss Zabi）
德金·索多·薩比之妻，卡爾馬·薩比的母親，生他時難產而去世。因此德金特別疼愛幼子，而種下之後卡爾馬死亡的伏笔。
（ / ），
配音：門谷美佐（TV動畫版）→塚田恵美子（劇場版III）→金野恵子（特別版III）、茅野愛衣（THE ORIGIN）（日本）
德茲爾之妻，同時也是米妮瓦之母，亦有一說是哈曼·坎恩的長姊，於一年戰爭戰敗後逃到阿克西斯不久病逝。
在《機動戰士GUNDAM THE ORIGIN》中作為軍官學校學生瑟娜·米亞（ゼナ・ミア）的身份登場，與夏亞和卡爾馬同期，第八名畢業。

## 私生子及複製人
（ / ），
配音：柏倉努（日本）
新吉翁New Type部隊的領導，據說是基連·薩比的複製人或私生子，亦有基連·薩比利用New Type女性人工授精製造出的New Type之說，但在公国中更多被认为是基连私生子（来自漫画基连暗杀计划）。與波蕾、波蕾二世等New Type部隊成員是異母兄妹。小说版中则是德金公王的幼子。
本人相信自己有基連·薩比的血緣，因此藉機對哈曼·坎恩豎起反旗，後被解放的波蕾二世跟捷度等人擊破。
（ / ），
配音：本多知惠子（日本）
基連·薩比利用New Type女性人工授精製造出的New Type部隊成員，原本被洗腦控制，在傑特的努力下解開控制，最後為了保護傑特被自己的複製人普露二世所殺。
（ / ），
配音：本多知惠子（日本）
基連·薩比利用New Type女性人工授精製造出的New Type部隊成員，在都柏林殖民地落下作戰前覺醒，配署在葛雷米·托托的指揮下，在殺了波蕾後一直看到波蕾的幻影，亦參與了葛雷米·托托的叛亂，在決戰時解開精神控制幫助傑特，最後在指引出路後力盡而亡。
普露系列
與愛羅比·普露、普露茲一同培育的人工授精New Type複製人姊妹，總數有數十人，在新吉翁動亂期間被葛雷米掌握後納入旗下，駕駛量產型的AMX-004丘貝雷參加對哈曼·卡恩的叛亂。
隨著新吉翁內戰的兩敗俱傷，普露系列亦大多戰死，殘存者則流落四方不知所終，瑪莉妲·庫魯斯是少數身分已知的殘存者，另外在3D短篇動畫GUNDAM EVOLVE10中，則有ZZ鋼彈的主角傑特·亞西達在戰後駕機搭救了一名正被新吉翁殘黨追擊的疑似普露系列MS駕駛員的情節，但也有駕駛員是米妮瓦·薩比的看法。NDS游戏SD高达G世代 DS有類似設定的原創角色。
瑪莉妲·庫魯斯
普露系列的殘存者，代號為普露十二號，在第一次新吉翁抗爭後數年作為吉翁殘黨的一員參加了拉普拉斯騷動，於終戰中被擊破而戰死。